# The Times They Are a-Changin' (chanson)
Les temps changent
Singles de Bob Dylan
Blowin' in the Wind Maggie's Farm
Pistes de The Times They Are a-Changin'
Ballad of Hollis Brown
The Times They Are a-Changin est une chanson de Bob Dylan, parue en 1964 sur l'album du même nom. C'est l'une de ses chansons les plus célèbres, et elle apparaît sur de nombreuses compilations. Elle a été traduite et interprétée en français par Hugues Aufray sous le titre Les temps changent en 1965.
En 2003, elle est classée par Rolling Stone magazine au 59e rang parmi les 500 meilleures chansons de tous les temps. Elle est sélectionnée par le Rock and Roll Hall of Fame, en 1995, comme l'une des « 500 chansons qui ont façonné le rock 'n' roll ».

## Écriture
Dylan semble avoir écrit la chanson en septembre et octobre 1963. Il l'a enregistré comme démo pour Witmark à l'époque, une version qui a ensuite été publiée sur The Bootleg Series Volumes 1-3 (Rare & Unrereleased) 1961-1991. La chanson a ensuite été enregistrée aux studios Columbia de New York les 23 et 24 octobre ; cette dernière session a donné la version qui est devenue la chanson titre du troisième album de Dylan. Le a- du titre de la chanson est un préfixe archaïque et intensifiant, comme dans les chansons britanniques A-Hunting We Will Go et Here We Come a-Wassailing, du XVIIIe et XIVe siècles.
Dylan se souvient que l'écriture de la chanson était une tentative délibérée de créer un hymne du changement pour le moment. En 1985, il a dit à Cameron Crowe : « C'était définitivement une chanson avec un but. Il a bien sûr été influencé par les ballades irlandaise et écossaise...Come All Ye Bold Highway Men, Come All Ye Tender Hearted Maidens. Je voulais écrire une grande chanson, avec de courts vers concis qui s'empilaient les uns sur les autres d'une manière hypnotique. Le mouvement des droits civiques et le mouvement de la musique folklorique ont été assez proches pendant un certain temps et se sont alliés à l'époque ».
Clinton Heylin, biographe de Dylan, raconte comment Tony Glover s'est arrêté à l'appartement de Dylan en septembre 1963, a pris une page de la chanson sur laquelle Dylan travaillait et en a lu une ligne : « Venez, sénateurs, membres du Congrès, s'il vous plaît écoutez l'appel ». Se tournant vers Dylan, Glover a dit : « C'est quoi cette merde, mec ? ». Dylan haussa les épaules et répondit : « Eh bien, vous savez, il semble que c'est ce que les gens veulent entendre ».
Moins d'un mois après l'enregistrement de la chanson par Dylan, le président Kennedy fut assassiné à Dallas, Texas, le 22 novembre 1963. Le lendemain soir, Dylan a ouvert un concert avec The Times They Are a-Changin' ; il a dit au biographe Anthony Scaduto : « Je me suis dit : "Wow, comment puis-je commencer avec cette chanson ? Je vais me faire jeter des pierres". Mais j'ai dû la chanter, tout mon concert décolle de là. Je sais que je ne comprenais rien. Quelque chose s'était détraqué dans le pays et ils applaudissaient la chanson. Et je ne comprenais pas pourquoi ils applaudissaient, ni pourquoi j'avais écrit cette chanson. Je ne comprenais rien. Pour moi, c'était de la folie ».

## Analyse
Le critique Michael Gray a nommé cette chanson l'« archétype de la chanson de protestation ». « Le but de Dylan était de s'appuyer sur le sentiment muet d'un public de masse, de donner un hymne à ce sentiment inachevé et de donner un exutoire à sa clameur », commente Gray. « Il a réussi, mais le langage de la chanson est néanmoins imprécis et très généralement dirigé ». Gray a suggéré que la chanson a été dépassée par les changements qu'elle avait prédits avec joie et était donc politiquement dépassée presque dès qu'elle a été écrite. Les paroles reflétaient son point de vue sur les injustices sociales et l'attitude inutile du gouvernement à l'égard du changement.
Le critique littéraire Christopher Ricks a suggéré que la chanson transcende les préoccupations politiques de l'époque où elle a été écrite. Ricks soutenait en 2003 que Dylan jouait toujours la chanson, et quand il chantait « Your sons and your daughters / Are beyond your command », il chantait inéluctablement avec les accents non pas d'un fils, peut-être plus d'abord un parent, mais avec l'attitude d'un grand-père. Ricks conclut : « Il était une fois, il était peut-être question d'inciter les gens honnêtes à accepter le fait que leurs enfants étaient, vous savez, des hippies. Mais l'insistance de la part des parents ex-hippies pourrait alors signifier qu'ils feraient mieux d'accepter que leurs enfants aient l'air d'être des yuppies. Et puis les républicains... ».
Le critique Andy Gill souligne que les paroles de la chanson font écho aux lignes du Livre de l'Ecclésiaste, que Pete Seeger a adapté pour créer son hymne Turn, Turn, Turn!. La ligne d'apogée concernant le premier qui est le dernier, de même, est une référence scripturaire directe à Marc 10:31 : « Mais beaucoup de ceux qui sont les premiers seront les derniers, et les derniers seront les premiers ».

## Reprises
The Times They Are a-Changin a été reprise par de nombreux artistes, parmi lesquels :
- Simon & Garfunkel sur l'album Wednesday Morning, 3 A.M. (1964)
- The Beach Boys sur l'album Beach Boys' Party! (1965)
- The Byrds sur l'album Turn! Turn! Turn! (1965)
- Odetta sur l'album Odetta Sings Dylan (1965)
- Hugues Aufray en a fait une version française sous le titre Les Temps changent (1965). En juillet 1984, il chante The Times They Are a-Changin' en duo avec Bob Dylan au parc de Sceaux et à Grenoble[10].
- Burl Ives sur l'album The Times They Are a-Changin' (1968)
- The Hollies sur l'album Hollies Sing Dylan (1969)
- Nina Simone sur l'album To Love Somebody (1969)
- Joséphine Baker sur l'album Live at Carnegie Hall (1973)
- Richie Havens sur l'album Sings Beatles and Dylan (1987)
- Phil Collins sur l'album Dance into the Light (1996)
- Blackmore's Night sur l'album Fires at Midnight (2001)
- Bryan Ferry sur l'album Dylanesque (2007)
- Herbie Hancock sur l'album The Imagine Project (2010)
- Irma sur l'album Letter to the Lord - Edition collector (2011)
- Chris Cornell lors de sa tournée acoustique en 2016[11].
- Richard Séguin, sur l’album Vagabondages, en 1993.

## Utilisation
- la chanson est utilisée dans le film Watchmen
- le groupe humoristique Palmashow s'en sert dans une parodie de super nanie, super nounou.
- Eiichirō Oda, dans son manga One Piece, a pris le titre de cette chanson pour l'un des chapitres les plus importants du manga.
- Dans le film Né un 4 juillet, le frère de Ron Kovic en chante une partie avant que celui-ci ne parte pour le Vietnam.